# Sierpiński-háromszög

Sierpiński-háromszög

A Sierpiński-háromszög Wacław Sierpiński lengyel matematikus által megtalált fraktál, amely úgy áll elő, hogy egy szabályos háromszögből elhagyjuk az oldalfelező pontok összekötésével nyert belső háromszöget, majd az így maradt három háromszögre rekurzívan alkalmazzuk ugyanezt az eljárást.
Hausdorff-dimenziója log(3)/log(2) ≈ 1,585.
Hasonló eljárással állítható elő egy négyzetből a Sierpiński-szőnyeg.

## Konstrukciója
A Sierpiński-háromszög konstrukciójához többnyire egyenlő oldalú háromszöget választanak. Ez azonban nem kötelező; bármely háromszögből lehet Sierpiński-háromszöget készíteni.

A Sierpiński-háromszög konstrukciójának lépései

Ez a klasszikus algoritmus a fraktál bemutatására is szolgál:
1. Vegyél egy háromszöglemezt;
2. Húzd be a középvonalait
3. Távolítsd el a középső háromszöget
4. Ismételd ezeket a lépéseket a keletkezett kis háromszögekre

Minden lépésben a keletkező kis háromszögek oldalhossza megfeleződik, és területük a negyedére csökken, miközben a középső háromszög eltűnik.
Valójában a Sierpiński-háromszög határértékként kapható: azokból a pontokból áll, amit minden egyes iterációs lépés tartalmaz, vagyis ami végtelen sok lépés után megmarad a háromszögből. A számítógépes ábrázolások legfeljebb tízszer végzik el az iterációt, mivel az emberi szem és a számítógép képernyője számára a további lépésekben semmilyen változás nem látszik.
A klasszikus területszámítás módszerei szerint az iterációs lépésekben visszamaradt terület tart nullához.

## Matematikai összefüggések

A Sierpiński-háromszög önhasonlósága

A Sierpiński-háromszög klasszikus fraktálként pontos önhasonlóságot mutat, különösen, ha egyenlő oldalú háromszögből készült: minden lépésben az eredeti háromszög három kicsinyített mása marad. A határértékként kapott ponthalmaz bármely része kinagyítva az eredetivel egybevágóvá tehető. Más szóval, a Sierpiński-háromszög skálainvariáns.
A Sierpiński-háromszög közeli rokonságban áll a Cantor-halmazzal. Dimenziója annak dimenziójának reciproka. Ez következik abból, hogy a k-adik lépésben 3k kis háromszög keletkezik, aminek oldalhossza (1/2)k. A képzési szabályból kiszámítható, hogy mely pontok tartoznak a Sierpiński-háromszöghöz.
A k-adik iteráció után maradt háromszögek száma:
{\displaystyle N=2\cdot 3^{k}-1} minden {\displaystyle k\in \mathbb {N} }-ra.

## Ábrázolása a fénymásoló-transzformációval
Szintén a Sierpiński-háromszög megjelenéséhez vezet a fénymásolós történet:
Van egy fénymásoló, amely a lefénymásolt objektumokat megháromszorozza, felükre kicsinyíti, és egy szabályos háromszögnek megfelelően rendezi el őket. Többszöri fénymásolás után az ábra a kiindulási ábrától függetlenül a Sierpiński-háromszögre emlékeztet. A Sierpiński-háromszög invariáns erre a transzformációra. Ez a transzformáció más nyelveken a Hutchinson-operátornak megfelelő neveken szerepel.
|                  | 1. lépés | 2. lépés | 3. lépés | 4. lépés | 5. lépés | 6. lépés | 7. lépés | 8. lépés |
| A lépés sorszáma | 1        | 2        | 3        | 4        | 5        | 6        | 7        | 8        |

## A Sierpiński-szivacs

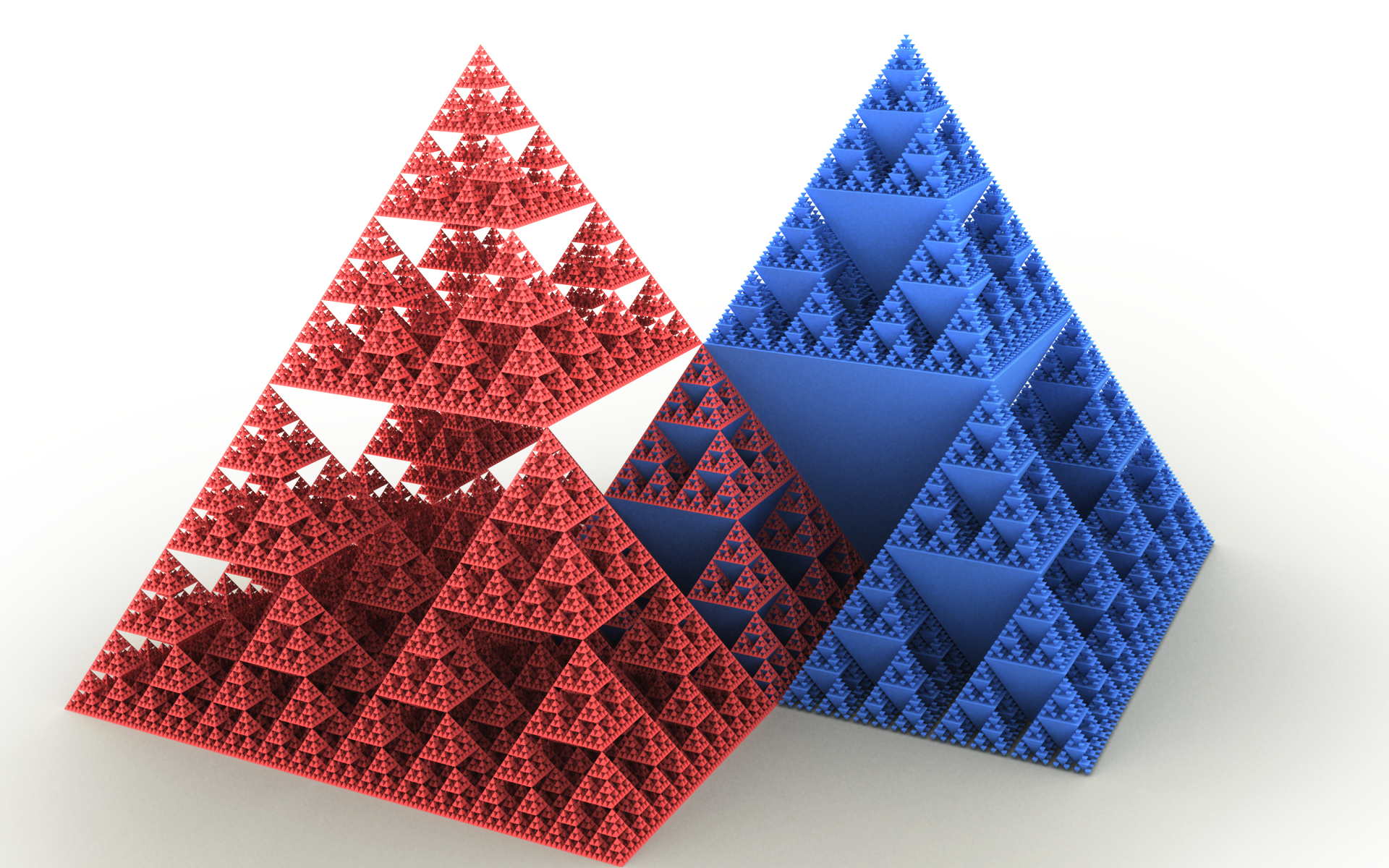
Két Sierpiński-szivacs

A Sierpiński-háromszög térbeli analógja a Sierpiński-szivacs. Ez egy tetraéderből indul ki, és minden lépésben egy oktaédert vág ki a megmaradt tetraéderekből. A megmaradt tetraéderek száma minden lépésben megnégyszereződik, és élhosszuk a felére csökken. Innen a Sierpiński-szivacs dimenziója:
{\displaystyle D={\frac {\log(4)}{\log(2)}}=2}
holott ez egy térbeli alakzat.
A Sierpiński-szivacs térfogata nulla, felszíne véges.

## Káoszjáték
A Sierpiński-háromszög káoszjátékkal is kirajzolható:
1. Tűzzük ki a három csúcsot, A-t, B-t és C-t
2. Vegyünk egy pontot az ABC háromszögben
3. Kössük össze a pontot az egyik (véletlenszerűen választott) csúccsal
4. Ennek a szakasznak a felezőpontja lesz a Sierpiński-háromszög következő pontja
5. Ismételjük az előző lépéseket az így kapott pontra

Ha a pontokat a véletlenszerűen választott csúcsnak megfelelően színezzük (A piros, B sárga, C kék), akkor három különböző színű Sierpiński-háromszöget kapunk egy nagy Sierpiński-háromszögben.

## Kapcsolat a Pascal-háromszöggel
A Pascal-háromszög is kapcsolatba hozható a Sierpiński-háromszöggel. Ha vesszük a Pascal-háromszög első néhány sorát, akkor benne a páratlan számok a Sierpiński-háromszög egy közelítését adják. Pontosabban, minden egyes új közelítéshez meg kell kétszerezni a sorok számát. A kezdeti háromszögnek két sor felel meg, ezért a k-adik közelítéshez 2·2k sort kell venni. Hasonlóan, a teljes Pascal-háromszögben a páratlan számok Sierpiński-háromszöget adnak.

## A természetben
A Sierpiński-háromszögre emlékeztet a Cymbiola innexa nevű kagyló héjának mintázata.

## Fordítás
- Ez a szócikk részben vagy egészben  a   Sierpinski-Dreieck című német Wikipédia-szócikk fordításán alapul.  Az eredeti cikk szerkesztőit annak laptörténete sorolja fel. Ez a jelzés csupán a megfogalmazás eredetét és a szerzői jogokat jelzi, nem szolgál a cikkben szereplő információk forrásmegjelöléseként.